# هری یروی
هری یروی (فنلاندی: Harri Järvi; ۲۰ اوت ۱۹۳۹ – ۲۱ فوریهٔ ۲۰۱۹) بازیکن فوتبال اهل فنلاند بود.
وی همچنین در تیم ملی فوتبال فنلاند بازی کرده‌است.